# Faaborg Kommune
Faaborg Kommune i Fyns Amt blev dannet ved kommunalreformen i 1970. Ved strukturreformen i 2007 indgik den i Faaborg-Midtfyn Kommune sammen med Broby Kommune, Ringe Kommune, Ryslinge Kommune og Årslev Kommune.

## Tidligere kommuner
Inden kommunalreformen blev sognekommunerne på de 3 øer Avernakø, Bjørnø og Lyø indlemmet i Faaborg købstad:
| Kommune                                | Folketal september 1965 | Byer    |
| -------------------------------------- | ----------------------- | ------- |
| Faaborg købstad                        | 5.196                   | Faaborg |
| Faaborg købstads landdistrikt (Bjørnø) | 49                      |         |
| Avernakø                               | 221                     |         |
| Lyø                                    | 237                     |         |
| I alt                                  | 5.703                   |         |

Begrebet købstad mistede sin betydning ved selve kommunalreformen, hvor yderligere 8 sognekommuner blev lagt sammen med Faaborg Købstad til Faaborg Kommune:
| Kommune         | Folketal 1. januar 1970 | Byer                            |
| --------------- | ----------------------- | ------------------------------- |
| Faaborg         | 5.618                   |                                 |
| Brahetrolleborg | 2.002                   | Korinth                         |
| Diernæs         | 958                     | Diernæs                         |
| Horne           | 2.412                   | Bøjden, Dyreborg og Horne       |
| Håstrup         | 708                     | Håstrup                         |
| Svanninge       | 3.141                   | Faldsled, Millinge og Svanninge |
| Vester Åby      | 1.371                   | Vester Åby                      |
| Øster Hæsinge   | 422                     |                                 |
| Åstrup          | 642                     | Åstrup                          |
| I alt           | 17.274                  |                                 |

## Sogne
Faaborg Kommune bestod af følgende sogne, alle fra Sallinge Herred:
- Avernakø Sogn
- Brahetrolleborg Sogn
- Diernæs Sogn
- Fåborg Sogn
- Horne Sogn
- Håstrup Sogn
- Lyø Sogn
- Svanninge Sogn
- Vester Åby Sogn
- Øster Hæsinge Sogn
- Åstrup Sogn

## Borgmestre[3]
| Periode   | Navn            | Parti                       |
| --------- | --------------- | --------------------------- |
| 1970-1978 | Alf Toftager    | Det Konservative Folkeparti |
| 1978-1993 | Richard Hansen  | Socialdemokratiet           |
| 1994-1997 | Ove Pedersen    | Socialdemokratiet           |
| 1998-2001 | Alfred Andersen | Radikale Venstre            |
| 2002-2006 | Britta Duelund  | Socialdemokratiet           |